# Robert Reid (copiloto)
Robert Reid (Perth, Escocia; 17 de febrero de 1966) es un copiloto de rallies británico retirado. Reid ha ocupado varios puestos tanto en Motorsport UK como en la FIA y desde 2021 hasta 2025 fue vicepresidente de deportes de la FIA.

## Trayectoria
A lo largo de su carrera, Robert se ha visto relacionado con muchos pilotos famosos como Robbie Head, Colin McRae y Alister McRae, pero es más conocido por su larga y exitosa sociedad con Richard Burns, con quien ganó el Campeonato Mundial de Rally de 2001.
Su debut fue en 1984, en el Hackle Rally, prueba del Campeonato de Escocia de Rally. Su experiencia con Burns comenzó en 1991 y finalizó en 2003, cuando Richard se retiró de los rallys por problemas de salud y posteriormente falleció a consecuencia de un tumor cerebral.
Durante este tiempo, el duo participó en 103 pruebas, logrando 10 victorias y 34 podios.

### Victorias en el Campeonato Mundial de Rally
| #  | Año  | Etapas | Rally                  | País          | Piloto        | Vehículo                |
| -- | ---- | ------ | ---------------------- | ------------- | ------------- | ----------------------- |
| 1  | 1998 | 03/13  | Safari Rally           | Kenia         | Richard Burns | Mitsubishi Lancer Evo 4 |
| 2  | 1998 | 13/13  | Rally de Gran Bretaña  | Reino Unido   | Richard Burns | Mitsubishi Lancer Evo 5 |
| 3  | 1999 | 08/14  | Rally Acrópolis        | Grecia        | Richard Burns | Subaru Impreza WRC      |
| 4  | 1999 | 13/14  | Rally de Australia     | Australia     | Richard Burns | Subaru Impreza WRC      |
| 5  | 1999 | 14/14  | Rally de Gran Bretaña  | Reino Unido   | Richard Burns | Subaru Impreza WRC      |
| 6  | 2000 | 03/14  | Safari Rally           | Kenia         | Richard Burns | Subaru Impreza WRC      |
| 7  | 2000 | 04/14  | Rally de Portugal      | Portugal      | Richard Burns | Subaru Impreza WRC      |
| 8  | 2000 | 06/14  | Rally de Argentina     | Argentina     | Richard Burns | Subaru Impreza WRC      |
| 9  | 2000 | 14/14  | Rally de Gran Bretaña  | Reino Unido   | Richard Burns | Subaru Impreza WRC      |
| 10 | 2001 | 10/14  | Rally de Nueva Zelanda | Nueva Zelanda | Richard Burns | Subaru Impreza WRC      |

### Resultados completos WRC
| Año  | Equipo                  | Automóvil                 | 1       | 2      | 3       | 4       | 5       | 6       | 7       | 8       | 9       | 10      | 11      | 12      | 13      | 14      | Posic. | Puntos |
| ---- | ----------------------- | ------------------------- | ------- | ------ | ------- | ------- | ------- | ------- | ------- | ------- | ------- | ------- | ------- | ------- | ------- | ------- | ------ | ------ |
| 1991 | Peugeot Talbot Sport    | Peugeot 309 GTI           | MON     | SWE    | POR     | SAF     | COR     | GRE     | NZL     | ARG     | FIN     | AUS     | SRM     | CDM     | ESP     | GBR 16  | -      | 0      |
| 1992 | Richard Burns           | Peugeot 309 GTI           | MON     | SWE    | POR     | SAF     | COR     | GRE     | NZL     | ARG     | FIN     | AUS     | SRM     | CDM     | ESP     | GBR Ret | -      | 0      |
| 1993 | Subaru World Rally Team | Subaru Legacy RS          | MON     | SWE    | POR     | SAF     | COR     | GRE     | ARG     | NZL     | FIN     | AUS     | SRM     | ESP     | GBR 7   |         | 43.º   | 4      |
| 1994 | SMSG / N. Koseki        | Subaru Impreza WRX        | MON     | POR    | KEN 5   | COR     | GRE     | ARG     |         |         |         |         |         |         |         |         | 20.º   | 8      |
| 1994 | Subaru World Rally Team | Subaru Impreza 555        |         |        |         |         |         |         | NZL Ret | FIN     | SRM     | GBR Ret |         |         |         |         | 20.º   | 8      |
| 1995 | Subaru World Rally Team | Subaru Impreza 555        | MON     | SWE    | POR 7   | COR     | NZL Ret | AUS     | ESP     | GBR 3   |         |         |         |         |         |         | 9.º    | 16     |
| 1996 | Mitsubishi Ralliart     | Mitsubishi Lancer Evo III | SWE     | SAF    | INA Ret | GRE     | ARG 4   | FIN     | AUS 5   | SRM     | ESP Ret |         |         |         |         |         | 9.º    | 18     |
| 1997 | Mitsubishi Ralliart     | Mitsubishi Lancer Evo IV  | MON     | SWE    | KEN 2   | POR Ret | ESP     | COR     | ARG Ret | GRE 4   | NZL 4   | FIN     | INA 4   | SRM     | AUS 4   | GBR 4   | 7.º    | 21     |
| 1998 | Mitsubishi Ralliart     | Mitsubishi Lancer Evo IV  | MON 5   | SWE 15 | KEN 1   | POR 4   |         |         |         |         |         |         |         |         |         |         | 6.º    | 33     |
| 1998 | Mitsubishi Ralliart     | Mitsubishi Lancer Evo V   |         |        |         |         | ESP 4   | FRA Ret | ARG 4   | GRE Ret | NZL 9   | FIN 5   | ITA 7   | AUS Ret | GBR 1   |         | 6.º    | 33     |
| 1999 | Subaru World Rally Team | Subaru Impreza WRC99      | MON 8   | SWE 5  | KEN Ret | POR 4   | ESP 5   | FRA 7   | ARG 2   | GRE 1   | NZL Ret | FIN 2   | CHN 2   | ITA Ret | AUS 1   | GBR 1   | 2º     | 55     |
| 2000 | Subaru World Rally Team | Subaru Impreza WRC99      | MON Ret | SWE 5  | KEN 1   |         |         |         |         |         |         |         |         |         |         |         | 2º     | 60     |
| 2000 | Subaru World Rally Team | Subaru Impreza WRC2000    |         |        |         | POR 1   | ESP 2   | ARG 1   | GRE Ret | NZL Ret | FIN Ret | CYP 4   | FRA 4   | ITA Ret | AUS 2   | GBR 1   | 2º     | 60     |
| 2001 | Subaru World Rally Team | Subaru Impreza WRC2001    | MON Ret | SWE 16 | POR 4   | ESP 7   | ARG 2   | CYP 2   | GRE Ret | KEN Ret | FIN 2   | NZL 1   | ITA Ret | FRA 4   | AUS 2   | GBR 3   | 1º     | 44     |
| 2002 | Peugeot Total           | Peugeot 206 WRC           | MON 8   | SWE 4  | FRA 3   | ESP 2   | CYP 2   | ARG DES | GRE Ret | KEN Ret | FIN 2   | GER 2   | ITA 4   | NZL Ret | AUS Ret | GBR Ret | 5.º    | 34     |
| 2003 | Marlboro Peugeot Total  | Peugeot 206 WRC           | MON 5   | SWE 3  | TUR 2   | NZL 2   | ARG 3   | GRE 4   | CYP Ret | GER 3   | FIN 3   | AUS 3   | ITA 7   | FRA 8   | ESP Ret | GBR     | 4.º    | 58     |